# Mala Kostrevnica
Mala Kostrevnica – wieś w Słowenii, w gminie Šmartno pri Litiji. W 2018 roku liczyła 254 mieszkańców.